# Сигаев, Николай Емельянович
Николай Емельянович Сигаев (1921—1943) — капитан Рабоче-крестьянской Красной Армии, участник Великой Отечественной войны, Герой Советского Союза (1943).

## Биография
Николай Сигаев родился в 1921 году в селе Гадалей (ныне — Тулунский район Иркутской области). После окончания Тулунского учительского института работал по специальности в сельской школе. В сентябре 1941 года Сигаев был призван на службу в Рабоче-крестьянскую Красную Армию. В 1942 году он окончил Омское пехотное училище. С мая того же года — на фронтах Великой Отечественной войны.
К сентябрю 1943 года капитан Николай Сигаев командовал 3-м батальоном 109-го стрелкового полка 74-й стрелковой дивизии 13-й армии Центрального фронта. Отличился во время освобождения Черниговской области Украинской ССР. 11 сентября 1943 года батальон Сигаева переправился через Десну и захватил плацдарм на её берегу. В ходе последующего наступления он освободил село Оболонье Коропского района и два дня держал оборону до подхода основных сил. 14 сентября 1943 года Сигаев погиб в бою. Похоронен в братской могиле в посёлке Короп Черниговской области Украины.
Указом Президиума Верховного Совета СССР от 16 октября 1943 года за «мужество и героизм, проявленные при форсировании Десны и удержании плацдарма на её правом берегу», капитан Николай Сигаев посмертно был удостоен высокого звания Героя Советского Союза. Также был награждён орденами Ленина и Отечественной войны 1-й и 2-й степеней.
В честь Сигаева названы улица и школа, установлен бюст в Тулуне.